# Sandåkerns IP
Sandåkerns IP var en idrottsplats i Umeå i Sverige, och hemmaplan för Sandåkerns SK. 
Här spelade också Umeå FC herrallsvensk fotboll 1996. I början på 2000-talet var det här Umeå IK spelade sina hemmamatcher i UEFA Women's Cup.